# Dries Devenyns
Dries Devenyns, né le 22 juillet 1983 à Louvain, est un coureur cycliste belge. Passé professionnel en 2007, après avoir été champion de Belgique sur route espoirs en 2005 et champion de Belgique du contre-la-montre élites sans contrat en 2006, il a notamment remporté le Tour de Belgique et le Tour de Wallonie en 2016. Sur les courses d'un jour, il s'impose lors de la Cadel Evans Great Ocean Road Race 2020. Il arrête sa carrière de coureur en 2023 et entame alors un parcours de directeur sportif.

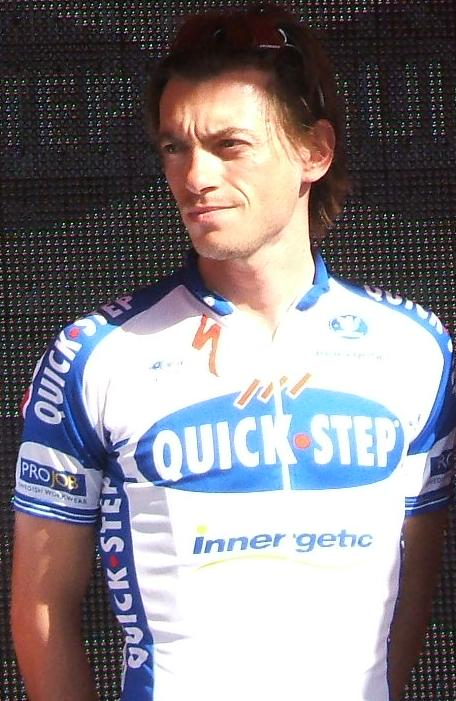
Au Tour Down Under 2009.

## Biographie
Originaire de Kluisbergen, Dries Devenyns est membre d'un club de Courtrai lorsqu'il remporte le championnat de Belgique sur route en catégorie espoirs en 2005. Il est engagé par le club Beveren 2000 l'année suivante. Il gagne avec lui le Tour de Bretagne, première course d'une semaine à laquelle il participe, et le championnat de Belgique du contre-la-montre élites sans contrat. En 2006, Devenyns termine ses études  d’éducation physique. Approché par plusieurs équipes professionnelles, il participe à un camp d'entraînement de l'équipe danoise CSC. C'est toutefois au sein de Davitamon-Lotto qu'il est stagiaire en fin d'année 2006 puis devient professionnel en 2007.
Sa première année professionnelle avec cette équipe, désormais appelée  Predictor-Lotto, est d'abord perturbée par une chute lors de sa première course, l'Étoile de Bessèges, qui lui cause une fracture du radius. Il est ensuite renversé à l'entraînement par une camionnette. Souffrant d'une hémorragie cérébrale, il ne reprend la compétition qu'en juin,. En 2008, il termine notamment huitième du Tour de Turquie et du Ster Elektrotoer.
En 2009, il rejoint l'équipe Quick Step. Il se révèle alors comme un bon coureur complet en montagne et en vallons. Il est en vue sur les classiques ardennaises du printemps en attaquant lors des trois courses mais ne fait que seizième de la Flèche wallonne. Il termine également quinzième du Tour du Pays basque. Il participe à son deuxième Giro mais ne réussit pas à remporter une étape malgré sa tentative dans la 17e étape et termine 95e au classement général. Après les championnats de Belgique, il fait un bon Tour d'Autriche où il remporte la 5e étape et termine treizième du classement général. Il est ensuite septième du Tour de Wallonie, cinquième du Tour du Poitou-Charentes et neuvième du Tour du Piémont.
En 2010, il se classe neuvième du Tour du Pays basque, douzième du Tour de Belgique, septième du championnat de Belgique. Il dispute son premier Tour de France, durant lequel il est troisième d'étape à Gap. Durant les derniers mois de la saison, il prend la quinzième place de l'Eneco Tour, la cinquième du Tour de Piémont, la quatorzième du Tour de Lombardie.
Septième du Tour d'Oman en début d'année 2011, il est ensuite sixième de la Flèche brabançonne. Au Tour de France, il est sixième à Super Besse, où il sprint parmi les favoris de la « grande boucle », et obtient son meilleur classement général sur un grand tour, terminant 46e. Une semaine plus tard, il prend la cinquième place de la Classique de Saint-Sébastien, puis termine huitième de l'Eneco Tour en août.
Au printemps 2012, il est huitième de la Flèche brabançonne, treizième de l'Amstel Gold Race. Au Tour de France, il est deux fois cinquième d'étape,. Il obtient une première sélection en équipe nationale élite pour les championnats du monde sur route, en remplacement de Stijn Vandenbergh,,.
Au printemps 2013, une chute lors du Tour du Pays basque lui cause une fracture du radius. De retour en compétition, il obtient plusieurs places d'honneur durant l'été : cinquième du Tour d'Autriche, onzième du Tour de Wallonie, dixième du Tour de l'Ain, où il n'est battu que de douzième centièmes de seconde par son coéquipier Gianni Meersman lors du prologue. En fin de saison, ayant souffert d'un refroidissement à son retour des classiques canadiennes, il doit déclarer forfait pour les championnats du monde de Florence.
En 2014, Dries Devenyns court pour l'équipe Giant-Shimano. Il y est principalement équipier de John Degenkolb lors des classiques. Il se classe notamment huitième du Circuit Het Nieuwsblad, onzième de la Flèche brabançonne, quatorzième du Tour des Flandres en début d'année. Lors du Tour de France, il chute durant la 14e étape. Il abandonne et est hospitalisé plusieurs jours, étant atteint d'une commotion cérébrale, d'un pneumothorax, d'une fracture de l'omoplate droite et d'une luxation acromio-claviculaire. Il est ainsi absent pour la majeure partie de la fin de saison.
Après une année chez Giant-Shimano, Dries Devenyns s'engage avec l'équipe suisse IAM, où il est notamment attendu pour les classiques. En début de saison, il prend la treizième place du Tour d'Oman, puis effectue 180 km en tête de course lors du Grand Prix E3, avant qu'une crevaison ne l'empêche de suivre Geraint Thomas, Zdeněk Štybar et Peter Sagan. Souffrant du dos, il est diminué lors des classiques ardennaises.
Devenyns commence l'année avec une victoire au Grand Prix d'ouverture La Marseillaise fin janvier, en devançant Thibaut Pinot au sprint. C'est son premier succès depuis juillet 2009. En mai, il prend la tête du Tour de Belgique en gagnant la troisième étape à Herzele et s'impose au classement général, devant son coéquipier Reto Hollenstein, après une étape-reine annulée à la suite d'un accident en course. Malade en juin, il doit abandonner le Tour de Suisse et renoncer à participer au Tour de France. Rétabli à la fin du mois de juillet, il s'impose sur le Tour de Wallonie en gagnant la dernière étape à Dison. Il est dixième de la Classique de Saint-Sébastien trois jours plus tard. Au Tour d'Espagne, il figure dans un groupe de douze échappés lors de la neuvième étape, puis attaque seul avant d'être rejoint par David de la Cruz. Celui-ci le distance dans l'ascension finale de la Monte Naranco et il prend la deuxième place de l'étape.
En fin d'année 2016, l'équipe IAM disparaît. Dries Devenyns revient en 2017 au sein de la formation belge Quick-Step Floors.
Au mois d'août 2017 il fait le choix de prolonger de deux ans le contrat qui le lie à son employeur belge.
Dries Devenyns effectue un bon début de saison 2018, avec des places d'honneur au Tour Down Under (5e), à la Cadel Evans Great Ocean Road Race (4e), au Tour d'Oman (6e). En mars, des douleurs lombaires l'empêchent de prendre le départ de la dernière étape de Paris-Nice. Souffrant d'une hernie discale, il doit être opéré et est écarté des compétitions pour plusieurs mois.
Devenyns doit renoncer à participer aux classiques ardennaises en 2022 en raison d'un test positif au SARS-CoV-2. Il est ensuite présent au Tour d'Espagne où il sert d'équipier à Remco Evenepoel qui remporte ce grand tour. En novembre, Quick-Step Alpha Vinyl annonce l'extension du contrat de Devenyns jusqu'en fin d'année 2023.
Le 17 juillet 2023, il annonce la fin de sa carrière, commencée en 2007, à la fin de la saison. À 40 ans, et après 17 saisons professionnelles, il participe le 5 octobre 2023 au Tour du Piémont, sa dernière course d'une carrière professionnelle riche de quatorze Grands Tours dont treize terminés.
Devenyns devient en 2024 directeur sportif de l'équipe Soudal Quick-Step ainsi que de son équipe réserve Soudal Quick-Step Devo.

## Palmarès et classements mondiaux

### Palmarès amateur
- 1999
  - 3e du championnat de Belgique de cyclo-cross débutants
- 2005
  -  Champion de Belgique sur route espoirs

- 2006

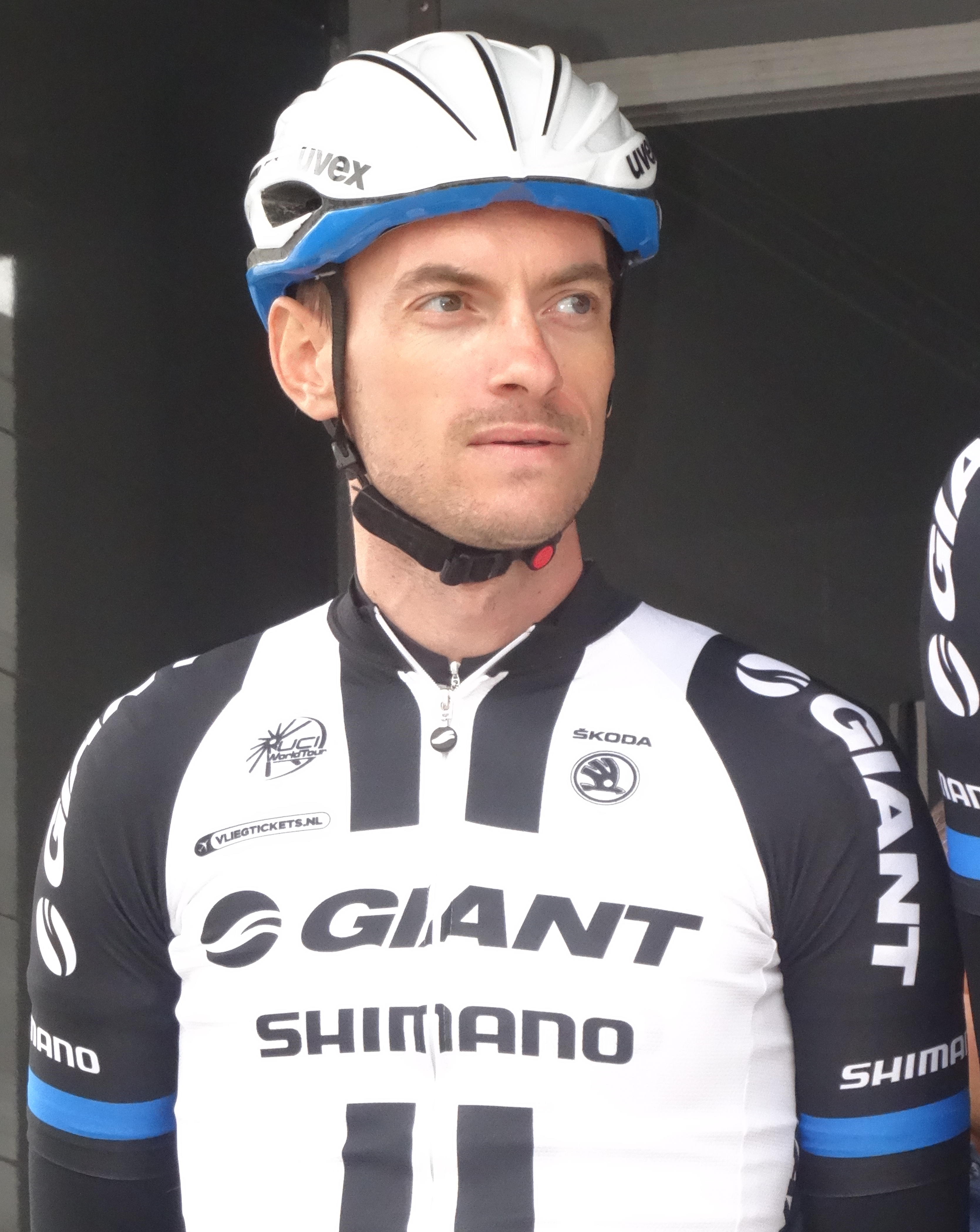
Dries Devenyns lors du Circuit du Houtland 2014.

  -  Champion de Belgique du contre-la-montre élites sans contrat
  - 2e étape des Deux Jours du Gaverstreek (contre-la-montre)
  - Tour de Bretagne :
    - Classement général
    - 4e et 5e (contre-la-montre) étapes

  - 3e étape du Triptyque ardennais (contre-la-montre)
  - Prologue du Tour des Pyrénées
  - 2e de la Ronde de l'Oise
  - 3e du Triptyque ardennais
  - 3e du championnat de Belgique élites sans contrat

### Palmarès professionnel
| - 2009 - 5e étape du Tour d'Autriche - 2010 - 9e du Tour du Pays basque - 2011 - 4e de la Classique de Saint-Sébastien - 8e de l'Eneco Tour - 2016 - Grand Prix d'ouverture La Marseillaise - Tour de Belgique : - Classement général - 3e étape - Tour de Wallonie : - Classement général - 5e étape - 10e de la Classique de Saint-Sébastien | - 2017 - 3e du Grand Prix Pino Cerami - 2018 - 4e de la Cadel Evans Great Ocean Race - 5e du Tour Down Under - 9e du Tour du Guangxi - 2019 - 10e du Tour Down Under - 2020 - Cadel Evans Great Ocean Road Race |  |

### Résultats sur les grands tours

#### Tour de France

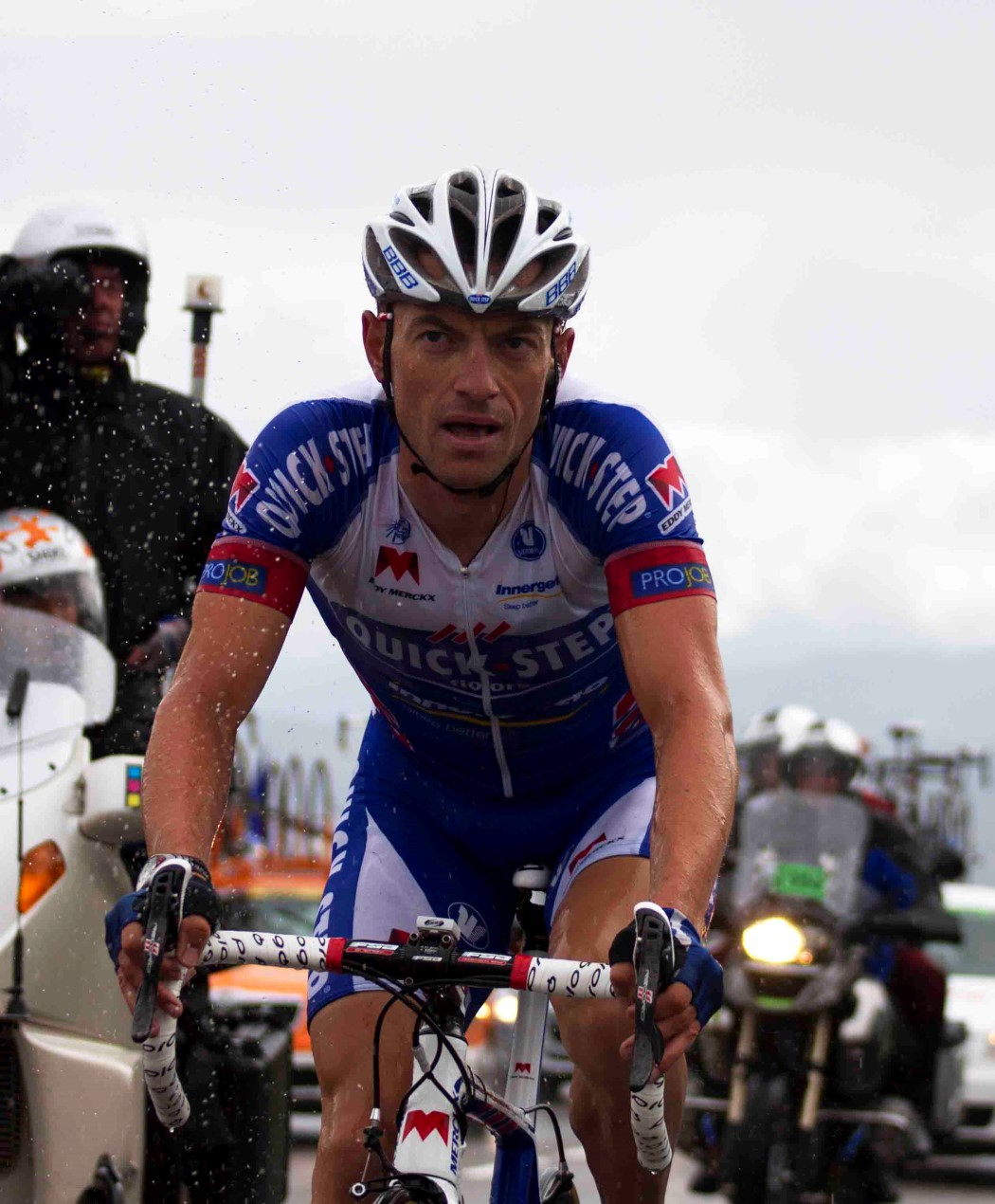
Dries Devenyns durant le Tour de France 2011.

8 participations
- 2010 : 144e
- 2011 : 46e
- 2012 : 68e
- 2014 : abandon (14e étape)
- 2019 : 97e
- 2020 : 90e
- 2021 : 135e
- 2023 : 119e

#### Tour d'Italie
3 participations
- 2008 : 117e
- 2009 : 95e
- 2017 : 89e

#### Tour d'Espagne
3 participations
- 2016 : 101e
- 2018 : 94e
- 2022 : 100e

### Classements mondiaux
| Année                                 | 2006 | 2007 | 2008 | 2009 | 2010 | 2011 | 2012 | 2013 | 2014 | 2015 | 2016 | 2017 | 2018 | 2019 | 2020 | 2021  | 2022  | 2023  |
| ------------------------------------- | ---- | ---- | ---- | ---- | ---- | ---- | ---- | ---- | ---- | ---- | ---- | ---- | ---- | ---- | ---- | ----- | ----- | ----- |
| UCI ProTour                           | nc   | 211e | nc   |      |      |      |      |      |      |      |      |      |      |      |      |       |       |       |
| Calendrier mondial                    |      |      |      | nc   | 134e |      |      |      |      |      |      |      |      |      |      |       |       |       |
| UCI World Tour                        |      |      |      |      |      | 84e  | 189e | nc   | nc   | nc   | 157e | 193e | 78e  |      |      |       |       |       |
| Classement mondial                    |      |      |      |      |      |      |      |      |      |      | 72e  | 281e | 133e | 482e | 87e  | 1141e | 1683e | 2142e |
| UCI Europe Tour                       | 159e |      |      |      |      |      |      |      |      |      | 18e  | 222e | nc   | 372e | 72e  | 844e  | 1106e | nc    |
| UCI Asia Tour                         | nc   |      |      |      |      |      |      |      |      |      | nc   | nc   | 103e |      |      |       |       |       |
|                                       |      |      |      |      |      |      |      |      |      |      |      |      |      |      |      |       |       |       |
| Légende : nc = non classéSource : UCI |      |      |      |      |      |      |      |      |      |      |      |      |      |      |      |       |       |       |

## Distinctions
- Trophée Flandrien du meilleur équipier : 2019